# Cairn Toul
Cairn Toul (en gaélico escocés: Càrn an t-Sabhail, 'colina del granero') es la cuarta montaña más alta de Escocia y de todas las Islas Británicas, después del Ben Nevis, el Ben Macdui y el Braeriach. Su cima alcanza los 1291 metros sobre el nivel del mar y se sitúa en el macizo occidental de los Cairngorms, unido al Braeriach por un collado a unos 1125 m. La montaña se alza sobre el paso de Lairig Ghru.
El Cairn Toul suele escalarse junto a otros picos. Desde el sur, puede ascenderse junto con The Devil's Point, que se encuentra a unos 2,5 km al sur-sureste. Alternativamente, puede subirse desde el norte, incluyendo al Braeriach y al Sgor an Lochain Uaine. Ambas rutas son largas para los estándares escoceses: unos 15 km (más el regreso), ya sea comenzando desde Coire Cas sobre Speyside, o desde Linn of Dee al sur. También puede ascenderse desde el oeste, comenzando en Achlean, en Glen Feshie, lo que ofrece una ruta algo más corta (unos 27 km ida y vuelta), aunque el caminante deberá atravesar una gran extensión de pantano y meseta ondulada para alcanzar el macizo Braeriach-Cairn Toul.
Hay un refugio de montaña, llamado Corrour Bothy, situado en el estrechamiento de Lairig Ghru, justo debajo del Cairn Toul.